# Skoczkowate (ssaki)

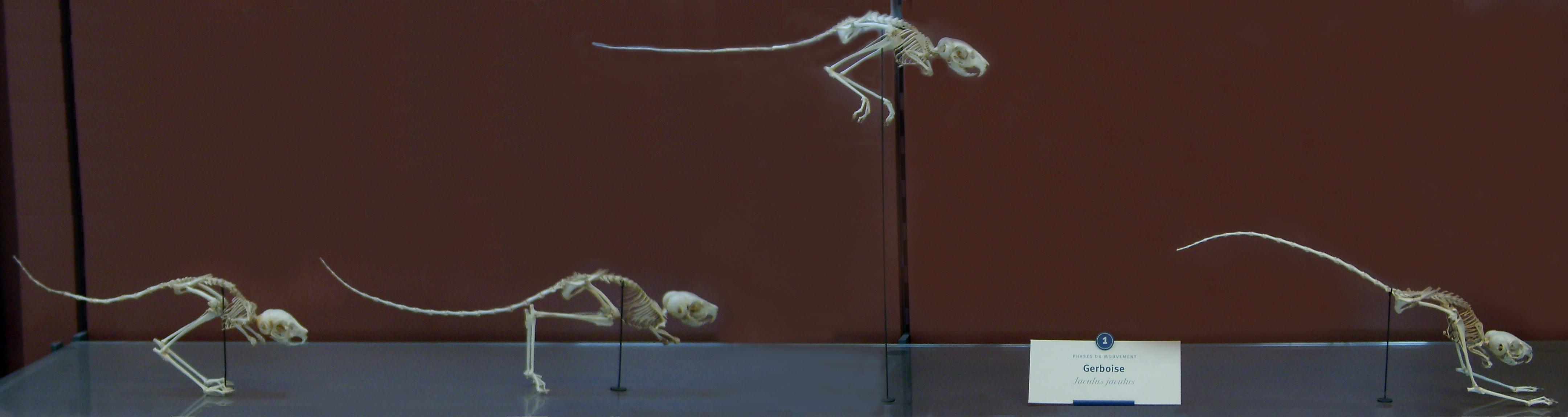
Prezentacja charakterystycznego skoku Jaculus jaculus (Muzeum Historii Naturalnej w Paryżu)

Skoczkowate (Dipodidae) – rodzina ssaków z infrarzędu myszokształtnych (Myomorphi) w obrębie rzędu gryzoni (Rodentia). 

## Zasięg występowania
Do rodziny należą gatunki występujące na stepach i półpustyniach Afryki i Eurazji.

## Cechy charakterystyczne
Długi ogon zakończony zwykle pędzelkiem i długie tylne łapy służące zwierzętom do wykonywania skoków.

## Systematyka
Do rodziny skoczkowatych zalicza się następujące podrodziny:
- Cardiocraniinae Vinogradov, 1925 – mikroskoczki
- Euchoreutinae Lyon, 1901 – skoczniki – jedynym przedstawicielem jest Euchoreutes naso Sclater, 1891 – skocznik długouchy
- Allactaginae Vinogradov, 1925 – alaktagi
- Dipodinae G. Fischer, 1817 – skoczki

Rodzaje wymarłe o niepewnej pozycji systematycznej i niezaliczane do żadnej z powyższych podrodzin:
- Aksyiromys Shevyreva, 1984[6] – jedynym przedstawicielem był Aksyiromys dalos Shevyreva, 1984
- Allosminthus Wang Banyue, 1985[7]
- Primisminthus Tong Yongsheng, 1997[8]